# Statuty Sochaczewskie
Statuty sochaczewskie – zespół przepisów prawnych ogłoszony 27 kwietnia 1377 przez księcia Siemowita III na zamku w Sochaczewie. Był to pierwszy w historii Mazowsza dokument regulujący wszystkie dziedziny prawa, zwłaszcza przebieg rozpraw sądowych.

## Postanowienia
W 17 artykułach (w przekładzie Macieja z Różana akt ten zawiera aż 20 ustępów) spisano procedury z zakresu prawa karnego i cywilnego. Do tego czasu spory na Mazowszu rozwiązywano za pomocą tzw. prawa zwyczajowego, będącego niepisanym zbiorem norm prawnych opartych na przedchrześcijańskich tradycjach, późniejszych prawach kościelnych i niemieckich, a także ludowych. Prawo zwyczajowe charakteryzowało się dużą niesprawiedliwością wyroków, nieobiektywnością sędziów i częstą faworyzacją bogatszych obywateli.
Prawu karnemu poświęcono łącznie, biorąc pod uwagę zarówno oryginalny tekst łaciński, jak i przekład na język staropolski w tłumaczeniu Macieja z Różana, aż 12 ustępów, co stanowi ponad połowę wszystkich przepisów. Odtąd każdy mieszkaniec ziemi mazowieckiej mógł się powołać na konkretny przepis, uprawniający go do dochodzenia sprawiedliwości. Na uwagę zasługuje regulacja w zakresie wróżdy (wendety), czyli prawa do zemsty rodowej, ujęta w ustępie siódmym.
Oryginał niniejszego aktu nie ostał się, zaś tekst znany jest z czterech rękopiśmiennych kopii, z których dwie współcześnie są zaginione.
Pierwszy statut mazowiecki wyróżniał się dużą starannością zredagowanego tekstu i szerokim zakresem opisanych zagadnień prawnych. Zapoczątkował on dalsze działania ustawodawcze książąt mazowieckich, uchwalających kolejne statuty, edykty, mandaty, dekrety i ordynacje sprawiając, że Mazowsze, aż do upadku I Rzeczypospolitej zachowało swoją odrębność opartą na rodzimym systemie prawnym.

## Okoliczności ogłoszenia
Ustanowienie pisanych norm prawnych nastąpiło po uchwaleniu statutu wiślickiego przez Kazimierza Wielkiego. Po bezpotomnej śmierci tego króla w 1370 roku ziemia mazowiecka ponownie odzyskała niezależność i w całości znalazła się pod panowaniem Siemowita III, który na przełomie 1373/1374 roku rozdzielił Mazowsze dla swoich synów: Siemowita IV oraz Janusza I Starszego. Niezależność Mazowsza wymagała nowych regulacji prawnych dla Księstwa.
Statut ogłoszony został w obecności obydwu synów Siemowita III oraz licznych panów mazowieckich na zamku w Sochaczewie.